# Киванч Татлитуг
Киванч Татлитуг (тур. Kıvanç Tatlıtuğ; нар. 27 жовтня 1983, Адана) — турецький актор, який отримав дві премії Golden Butterfly Awards за найкращу чоловічу роль (2009 і 2012 роки). Учасник конкурсів Краща модель Туреччини і Краща модель світу в 2002 році.

## Біографія
Народився 27 жовтня 1983 року в Адані, Туреччина, в багатодітній родині Ердема і Нуртен Татлитуг, має чотирьох братів і сестер. 
Навчався в приватному коледжі, маючи високий зріст (187 см), захоплювався баскетболом. Через хворобу батька, якому потрібна була операція на серці, переїхав в Стамбул, де продовжив навчання. Тут грав у баскетбольній команді «Бешикташ», але через травму пішов зі спорту. Вивчав акторську майстерність в драматичній студії при державному театрі.
У 2001 році почав свою кар'єру як модель. Став переможцем конкурсів Best Model of Turkey і Best Model of The World в 2002 році.
Широку славу і популярність Киванчу принесла роль Бехлюля в серіалі «Заборонена любов», де його партнеркою стала одна з найпопулярніших актрис Берен Саат. Зіграв головну роль у телесеріалі «Курт Сеїт і Олександра». З серпня 2016 знімався в серіалі «Відважний і красуня», де його партнеркою була відома акторка Туба Бюйюкюстюн.
Лауреат премії кінофестивалю «Золотий кокон» в Адані (2008 рік).
ЗМІ Туреччини часто називають Татлитуга турецьким Бредом Піттом.
Проживає в Стамбулі.

## Особисте життя
З 2004 року Киванч почав зустрічатися з актрисою Азрою Акин, в січні 2013 пара розлучилася. З середини 2013 Киванч зустрічався зі стилістом Башак Дизер; 19 лютого 2016 року пара одружилася. У пари в квітні 2022 року народився син - Курт Ефе.

## Фільмографія
| Рік         |   | Українська назва             | Оригінальна назва                                | Роль                   |
| ----------- | - | ---------------------------- | ------------------------------------------------ | ---------------------- |
| 2005 — 2007 | с | Срібло                       | Gümüş                                            | Мехмет Садоглу         |
| 2007        | ф | Американці на Чорному морі 2 | Amerikalılar Karadeniz'de 2                      | Музаффар               |
| 2007 — 2008 | с | Менекше і Халіль             | Menekşe ile Halil                                | Халіль Туглій          |
| 2008 — 2010 | с | Заборонене кохання           | Aşk-ı Memnu                                      | Бехлюль Хазнедар       |
| 2010        | с | Езель                        | Ezel                                             | Секіз / Раміз Караескі |
| 2011 — 2013 | с | Кузей Гюней                  | Kuzey Güney                                      | Кузей Текіноглу        |
| 2013        | ф | Сон метелика                 | Kelebeğin Rüyası                                 | Музаффар Тайіп Услу    |
| 2014        | с | Курт Сеїт і Шура             | Kurt Seyit ve Şura                               | Курт Сеїт Еміне        |
| 2016 - 2017 | с | Відважний і красуня          | Cesur ve Güzel                                   | Джесур                 |
| 2018        | с | Зіткнення                    | Çarpışma                                         | Кадир                  |
| 2019        | ф | Політ на килимі-літаку 2     | Organize İşler Sazan Sarmalı                     | Сарухан                |
| 2020        | с | У темряву ночі               | Into the Night                                   | Арман                  |
| 2022        | с | Yakamoz S-245                | Yakamoz S-245                                    | Арман                  |
| 2023        | с | Сім'я                        | Aile                                             | Аслан                  |
| 2023        | ф | Pейс до Стамбула             | İstanbul İçin Son Çağrı (Last Call for Istanbul) | Мехмет Їлмаз           |

## Реклама
| Рік  | Бренд         |
| ---- | ------------- |
| 2022 | Mavi Jeans    |
| 2022 | Mercedes-Benz |